# Branch End
Branch End – wieś w Anglii, w hrabstwie Northumberland. Leży 19 km na zachód od miasta Newcastle upon Tyne i 400 km na północ od Londynu.